# 张肇泰
張肇泰，山西太原人，清朝官員。
嘉慶丁丑科武進士，傳臚。曾任雲南騰越鎮標右營都司。